# Estado paranoide
Trastorno mental transitorio caracterizado por procesos de pensamiento ilógicos y por sospecha y desconfianza generalizada, con tendencia a las ideas de persecución.